# Caroline Barbey-Boissier
Caroline Barbey-Boissier (* 4. August 1847 in Genf; † 18. Januar 1918 in Chambésy) war eine Schweizer Botanikerin und Schriftstellerin. Ihr offizielles botanisches Autorenkürzel lautet Barb.-Boiss..

## Leben

### Familie
Caroline Barbey-Boissier war die Tochter des Botanikers Pierre Edmond Boissier und dessen Ehefrau Lucile (geb. Butini-de la Rive) (1822–1849).
Sie war verheiratet mit dem Botaniker und Politiker William Barbey (1842–1914).
Nach dem Tod ihrer Mutter wurde sie als mutterlose Halbwaise von ihrer Tante, der Schriftstellerin Valérie de Gasparin aufgezogen, deren Leben sie später beschrieb.

### Berufliches und gesellschaftliches Wirken
Caroline Barbey-Boissier half ihrem Ehemann bei seinen botanischen Arbeiten und gemeinsam veröffentlichten sie 1882 die botanische Schrift Herborisations au Levant; besonders interessierte sie sich für Spermatophyten.
Mit ihrer Schwägerin Renée Fatio-Barbey war sie in protestantischen Hilfswerken, unter anderem in L'Amie de la jeune fille (Freundinnen junger Mädchen; FJM) tätig.

## Schriften (Auswahl)
- William Barbey; Caroline Barbey-Boissier: Herborisations au Levant. Lausanne Bridel, 1882.
- La comtesse Agénor de Gasparin et sa famille: Correspondance et souvenirs 1813–1894, Band 1. Paris, Plon-Nourrit, 1902.